# Quérénaing
 Quérénaing  es una población y comuna francesa, en la región de Norte-Paso de Calais, departamento de Norte, en el distrito de Valenciennes y cantón de Valenciennes-Sud.

## Demografía
| 730 | 797 | 763 | 766 | 717 | 814 |
| Para los censos de 1962 a 1999 la población legal corresponde a la población sin duplicidades (Fuente: INSEE [Consultar]) |     |     |     |     |     |